# Tần thời lệ nhân minh nguyệt tâm
Tần Thời Lệ Nhân Minh Nguyệt Tâm (tiếng Anh: The King's Woman, tiếng Trung: 秦时丽人明月心, bính âm: Qin shi li ren ming yue xin), còn có tên khác là Lệ Cơ Truyện, là bộ phim truyền hình cổ trang Trung Quốc năm 2017. Phim được cải biên từ bộ tiểu thuyết "Tần thời minh nguyệt tiền truyện: Kinh Kha ngoại truyện" của tác giả Ôn Thế Nhân, do diễn viên Địch Lệ Nhiệt Ba và Trương Bân Bân đảm nhiệm vai chính. Phim khai máy vào tháng 12 năm 2016 và đóng máy vào tháng 3 năm 2017.

## Đài phát sóng
| Kênh phát sóng                               | Quốc gia   | Thời gian phát sóng     | Ngày giờ                                       | Thông tin thêm                                                          |
| Zhejiang TV                                  | Trung Quốc | 14/08/2017              |                                                |                                                                         |
| dimsum                                       | Malaysia   | 17/08/2017              |                                                |                                                                         |
| myTV SUPER                                   | Hồng Kông  | 24/08/2017              |                                                |                                                                         |
| Đài kịch Hoa ngữ                             | Hồng Kông  | 3/10/2017               | Thứ Hai đến thứ Sáu 22:30                      |                                                                         |
| VTV3                                         | Việt Nam   | 05/01/2019 - 28/01/2019 | 17:20 hằng ngày                                | Phát sóng dưới tên Lệ Cơ truyện. Được phát với thời lượng 2 tập/1 ngày. |
| KTV (Đài Phát thanh - Truyền hình Khánh Hòa) | Việt Nam   | 02/04/2020 - nay        | 12:00 hằng ngày (phát lại lúc 21:50 cùng ngày) | Phát sóng dưới tên Lệ Cơ truyện.                                        |

## Nội dung
Hồi nhỏ, Công Tôn Lệ (Địch Lệ Nhiệt Ba) cùng hai vị sư huynh là Hàn Thân (Lý Thái) và Kinh Kha (Lưu Sướng) theo cha học võ, ngẫu nhiên cứu được cậu bé Doanh Chính (Trương Bân Bân) đang bị thương, khiến cậu nhớ mãi không quên. Lớn lên, Công Tôn Lệ và Kinh Kha nảy sinh tình cảm. Chiến Quốc xảy ra chiến tranh hỗn loạn, cả ba rời khỏi quê nhà, tiếp tục nương tựa vào nhau.
Doanh Chính đăng cơ Tần Vương (秦王). Trong một lần bảo vệ Công Tôn Lệ, Kinh Kha trúng kịch độc. Doanh Chính cho cô hai lựa chọn: đem thuốc giải rồi tiến cung làm phi tần, hoặc nhìn Kinh Kha chết. Để cứu Kinh Kha, cô bất đắc dĩ làm phi, xin ở bên anh 3 tháng trước khi nhập cung. Hai người chung sống như vợ chồng, được 3 tháng thì cô đột ngột vào cung, sách phong Lệ Cơ (麗姬). Khi đó cô phát hiện đã mang thai một tháng.
Doanh Chính rất yêu Lệ Cơ, chấp nhận đứa con riêng của cô và đối đãi như con ruột khiến cô vô cùng cảm động. Khi đó Hàn Thân vào cung làm thị vệ, có công cứu giá, được Doanh Chính ân chuẩn bảo vệ mẹ con Lệ Cơ. Ở bên Doanh Chính, Lệ Cơ phát hiện dưới vỏ bọc lãnh đạm vô tình, anh là người vô cùng dịu dàng và ấm áp. Từ đó đáp lại tình cảm của anh.
Hậu cung tranh đấu khốc liệt, Lệ Cơ luôn là mục tiêu cho những thủ đoạn hãm hại của các phi tần. Bằng sự ôn hòa và trí thông minh, cô áp chế tất cả, cuối cùng được mọi người tôn trọng, yêu mến.

## Phân vai

### Nhân vật chính
| Diễn viên        | Nhân vật             | Giới thiệu |
| Địch Lệ Nhiệt Ba | Công Tôn Lệ (公孫麗) | Lệ Cơ (麗姬) → Lệ lương nhân (麗良人) → Lệ phu nhân (麗夫人) Cháu gái và đệ tử của Công Tôn Vũ - Đại tướng nước Vệ. Công Tôn Lệ (Lệ Cơ) và Kinh Kha - nhị đệ tử của Công Tôn Vũ là thanh mai trúc mã. Quân Tần tấn công Vệ, Công Tôn Vũ bảo vệ đệ tử nên đã hi sinh. Kinh Kha đưa Lệ Cơ Lệ trốn sang Tề. Tại đây, vẻ đẹp "kinh động thiên hạ" của cô được Doanh Chính để mắt. Anh nhận ra họ từng gặp hồi nhỏ, khi Lệ Cơ theo cha học võ, vô tình cứu sống anh, vốn đang bị thương. Vì cứu Lệ Cơ, Kinh Kha trúng độc suýt chết. Để có thuốc giải, cô đồng ý nhập cung làm phi. Trước khi vào cung, cô chăm sóc Kinh Kha 3 tháng. Sau khi tiến cung, cô phát hiện mang thai một tháng với Kinh Kha. Để bảo vệ huyết mạch người yêu, cô nhẫn nhịn cùng Doanh Chính chung sống. Lệ Cơ sinh con trai, đặt tên Thiên Minh. Vì sủng ái cô, Doanh Chính xem Thiên Minh là con ruột, hết lòng yêu thương chăm sóc. Nhận ra sự ấm áp của anh, cô được cảm hoá và tiếp tục ở bên như hồng nhan tri kỉ. Cuối phim, 2 người rạn nứt khi Lệ Cơ chứng kiến Doanh Chính lạm sát người vô tội vì dã tâm xưng Đế; xử tử Sở phu nhân; phong Thiên Minh làm Thái tử để trói buộc cô trong cung; dự định khi Phù Tô - con trai cả trưởng thành sẽ phế Thiên Minh, trả ngôi lại cho Phù Tô. Kinh Kha vào cung hành thích Doanh Chính và bị giết, Lệ Cơ đau khổ cùng cực, tự vẫn trước mặt Doanh Chính. |
| Trương Bân Bân   | Doanh Chính (嬴政)   | Tần vương Chính (秦王政) → Tần Thủy Hoàng đế (秦始皇帝) Vua thứ 36 của nước Tần, sau là Hoàng đế đầu tiên của lịch sử Trung Quốc. Phim kể về quãng thời gian trước khi Doanh Chính xưng Đế. Từ nhỏ bị người Triệu ăn hiếp. Lên ngôi năm 13 tuổi thì bị Lã Bất Vi - chồng cũ của mẹ thao túng triều chính đến năm 22 tuổi. Thời gian đó, anh học thuyết pháp gia của Thương Ưởng và Hàn Phi, hình thành tư tưởng "xưng bá thiên hạ, thống nhất lục quốc". Tài trí kiệt xuất, uy phong lẫm liệt, nhưng lại là kẻ hung tàn bạo ngược, ai nấy đều khiếp sợ, riêng với Lệ Cơ si tình không dứt. Được Lệ Cơ cứu sống hồi nhỏ, Doanh Chính khắc ghi hình bóng của cô. Khi trưởng thành, 2 người gặp nhau nhưng anh che giấu thân phận Tần vương. Kinh Kha trúng độc, anh dùng thuốc giải làm điều kiện bắt Lệ Cơ vào cung. Để cứu sống người yêu, cô đành phải chấp nhận. Lệ Cơ đối đầu hậu cung hiểm ác, Doanh Chính luôn bên cạnh che chở, thậm chí xem Thiên Minh như con ruột. Dần dà Lệ Cơ yêu Doanh Chính, quyết cùng anh vượt qua khó khăn gian khổ. Cuối phim, cả 2 bất hòa vì tham vọng xưng bá của anh, cộng thêm ý đồ truất ngôi Thái tử của Thiên Minh, trao lại cho Phù Tô khi cả hai khôn lớn. Họ không tìm được tiếng nói chung. Chứng kiến Kinh Kha bị giết, Lệ Cơ tự vẫn trước mặt Doanh Chính để anh hiểu được nỗi đau mất đi "người mình yêu nhất".                   |
| Lưu Sướng        | Kinh Kha (荊軻)      | Du hiệp nước Vệ, đệ tử thứ hai của Công Tôn Vũ, nhị sư huynh của Lệ Cơ. Cả hai là thanh mai trúc mã, tình cảm sâu đậm. Sau khi giải độc, Lệ Cơ đã trao thân cho anh và có thai. Để giữ Lệ Cơ bên mình, Doanh Chính phong con cô làm Công tử. Cô nói dối Kinh Kha đứa trẻ là con của Doanh Chính để anh buông bỏ. Kinh Kha đau khổ, mất đi lí trí, mãi đến khi lên núi gặp Dị Lỗ, anh mới tỉnh ngộ và thông suốt, luyện thành công "Kinh thiên thập bát kiếm". Thái tử Đan nước Yên giao Kinh Kha trọng trách vào Tần cung dâng đầu của tướng quân Phàn Ô Kỳ, nhân đó tiếp cận và hành thích Doanh Chính. Anh thua cuộc chết thảm, Lệ Cơ đau xót, tự vẫn chết theo. |
| Trương Toàn      | Cái Lan (盖兰)       | Con gái của Cái Nhiếp, tinh ranh cổ quái nhưng rất trọng tình nghĩa. Mến mộ Kinh Kha từ khi gặp lần đầu. Vì xem Lệ Cơ là tỷ muội nên chôn chặt tình cảm, không dám thổ lộ. Sau khi Lệ Cơ rời đi, Kinh Kha đắm chìm trong đau khổ, không màng ăn uống, Cái Lan luôn ở bên chăm sóc. Một lần theo Kinh Kha luyện võ trong hang động, Cái Lan suýt hi sinh vì mang toàn bộ nước uống cho Kinh Kha để anh duy trì sự sống. Sau khi luyện võ thành công, họ thoát khỏi hang động, Kinh Kha cảm kích tấm chân tình và xem cô như em gái. Kinh Kha nhận nhiệm vụ của Thái tử Đan, Cái Lan ngày đêm khóc lóc. Anh dứt khoát ra đi vì muốn Cái Lan tìm được người tốt để nương tựa. |
| Lý Thái          | Hàn Thân (韩亲)      | Kiếm khách giang hồ, võ nghệ tài ba, nghĩa khí hào hiệp. Đệ tử đầu của Công Tôn Vũ, đại sư huynh của Lệ Cơ và Kinh Kha. 3 người là bạn tri kỉ, Hàn Thân thầm yêu Lệ Cơ từ lâu. Anh theo Lệ Cơ vào Tần cung làm thị vệ. Vì muốn bảo vệ an nguy cho Lệ Cơ, anh chấp nhận quy phục Doanh Chính dù trong lòng không thuận. Sau thay cô đưa Thiên Minh đi trốn, hi sinh trong lúc bảo vệ cậu bé. |

### Nhân vật Tần cung
| Diễn viên      | Nhân vật                                           | Giới thiệu |
| Liêu Học Thu   | Hoa Dương Thái hậu (華暘太后)                      | Tổ Thái hậu (祖太后) Vương hậu của Tần Hiếu Văn vương - ông nội Doanh Chính. Bà nội trên danh nghĩa của anh (bà nội ruột là Hạ Cơ). Xuất thân nước Sở. Vì tương lai Mẫu quốc, bà mong cháu là Sở phu nhân được phong Hậu. Doanh Chính sủng ái Lệ Cơ, lấy cớ Vương hậu phải sinh được con. Trịnh phu nhân - mẹ đẻ Phù Tô đã qua đời, Lệ Cơ có thai, theo lý được ưu tiên lập Hậu. Tổ thái hậu căm ghét Lệ Cơ, luôn luôn làm khó, hại cô sẩy thai nhưng không thành. Năm Doanh Chính thứ 17 (230 TCN), Tổ thái hậu qua đời trong sự thương xót của Sở phu nhân. |
| Trần Y Sa      | Triệu Cơ (趙姬)                                    | Lã Bất Vi cơ (呂不韋姬) → Vương hậu (王后) → Vương Thái hậu (王太后) → Đế Thái hậu (帝太后; truy phong) Mẹ đẻ Doanh Chính, người nước Triệu. Nguyên là thiếp của Lã Bất Vi, mang thai (Doanh Chính) thì bị gả cho Tần Trang Tương vương (Tiên vương không hay biết). Doanh Chính kế vị, Triệu Cơ trở thành Thái hậu. Bà tư thông với Lao Ái, sinh 2 con trai. Lao Ái tạo phản nên bị giết. Dưới sức ép của Tổ Thái hậu, Doanh Chính buộc xử tử con riêng của bà, khiến bà vô cùng đau khổ. Bất Vi tự vẫn, bà gần như phát điên, nhờ Lệ Cơ chăm sóc mà tinh thần khá hơn trước. Chính bà kể Lệ Cơ về quá khứ Mẫn Đại, nhờ đó cô dè chừng hành vi của ả. Nghe tin Bất Vi còn sống, bà gặp để ôn lại kỉ niệm, bị ông bắt làm con tin uy hiếp Doanh Chính. Chứng kiến Doanh Chính giết cha ruột, Triệu Cơ phát bệnh qua đời. Doanh Chính truy phong bà làm Đế Thái hậu. |
| Lý Cường       | Lã Bất Vi (吕不韦)                                 | Chồng cũ Triệu Cơ, là người bà yêu nhất. Nhờ dâng Triệu Cơ cho Trang Tương vương, Lã Bất Vi được tin tưởng, phong làm Tướng quốc. Trang Tương Vương mất, Bất Vi được Doanh Chính tôn làm Trọng phụ, giao quyền nhiếp chính vì khi đó anh mới 13 tuổi. Thực tế, ông là cha ruột của Doanh Chính do Triệu Cơ có thai trước khi gả cho Tiên vương. Suốt 10 năm, Bất Vi thao túng triều chính. Mãi đến năm Doanh Chính 22 tuổi, anh nắm lại quyền hành, phát hiện Triệu Cơ tư thông với Lao Ái, liền bãi chức Trọng phụ vì tội mang Lao Ái vào cung "hầu hạ" Thái hậu. Ông giả chết để ngầm cấu kết quân Triệu, khiến quân Tần bại trận. Cuối phim, ông bắt Triệu Cơ làm con tin tại Hàm Đan, yêu cầu Doanh Chính cho về Tần, bị Doanh Chính lỡ tay chém chết. |
| Vương Đinh     | Mị Nhược (芈箬)                                    | Sở phu nhân (楚夫人) → Sở lương nhân (楚良人) → Sở phu nhân (楚夫人) Phi tần của Doanh Chính, nguyên là Công chúa nước Sở, cháu gái Tổ Thái hậu. Không con nên nhận nuôi Phù Tô - con trai Doanh Chính và Trịnh phu nhân (qua đời khi Phù Tô còn nhỏ). Đầu phim, cô hung hăng bá đạo, cậy Tổ Thái hậu chống lưng nên tác oai tác quái. Lệ Cơ sinh Thiên Minh, cô cảm thấy Hậu vị khó giành nên tìm đủ cách hại mẹ con Lệ Cơ. Ngoài ra, cô ép Cảnh lương nhân uống thuốc hư thai theo "mệnh lệnh Tổ Thái hậu". Hiểu lầm cô hạ độc Hàn Phi và Cảnh thị, Doanh Chính giáng cô làm Lương nhân. Hàn trưởng sử mang thai (cốt nhục của Hàn Phi), cô giả thai để phục sủng, vốn định chờ Hàn thị sinh rồi bắt về nuôi. Không ngờ Hàn thị bị giết, cô đành "sẩy thai" để Doanh Chính thương xót. Nhờ Lệ Cơ nói đỡ, cô phục tước Phu nhân, trở thành tỷ muội tốt. Doanh Chính phát hiện nội gián Sở trong cung nên dụng hình điều tra. Tả tướng Hùng Khởi - Công tử nước Sở là kẻ chủ mưu, sợ bị khai nên xin cô đứng ra nhận tội. Để bảo toàn hậu duệ Mẫu quốc, cô đành chấp nhận. Doanh Chính có chút thương cảm nhưng vẫn ban lụa trắng để kết thúc mọi chuyện. Trước khi tự vẫn, cô khuyên Lệ Cơ chừa đường lui cho mình, vì đối với những người muốn xưng bá thiên hạ như Doanh Chính, "bất cứ thứ gì đi ngược lợi ích của họ đều phải hi sinh, cho dù là phi tần, thần tử mà họ sủng ái nhất".                                                                                                   |
| Khâu Ý Nông    | Mẫn Đại (敏代)                                     | Mẫn phu nhân (敏夫人) Phi tần của Doanh Chính, người nước Triệu. Từ nhỏ thân với Doanh Chính và Triệu Thiên - vua thứ 10 của nước Triệu. Bàn quan không tranh sủng nên được Doanh Chính tin tưởng. Cô chủ động kết giao với Lệ Cơ vì có điểm tương đồng: không mưu cầu sủng ái, cũng không màng địa vị. Sau, Triệu Cơ Thái hậu tiết lộ Mẫn Đại chưa sinh con căn bản vì trước nay không yêu Doanh Chính. Cô và Công tử Triệu Thiên là thanh mai trúc mã, từng thề non hẹn biển nếu Triệu Thiên trở thành Thái tử sẽ lập cô làm Thái tử phi. Không ngờ Công tử Triệu Gia bị phế, anh được phong Thái tử, xung quanh nhiều mỹ nhân nên bội ước Mẫn Đại. Cô căm phẫn, nhận lời gả đến Tần cung làm tai mắt cho Triệu Gia, mục đích giúp anh đoạt ngôi, báo thù Triệu Thiên. Mẫn Đại làm nhiều việc ác để công kích Doanh Chính như: cấu kết Triệt Gia giật dây Thành Kiểu - em cùng cha khác mẹ của Doanh Chính tạo phản; hạ độc Cảnh lương nhân và Hàn Phi, sai Hàn trưởng sử giá hoạ Sở phu nhân; giết Hàn Cơ diệt khẩu; vu cáo Lệ Cơ hành thích vì biết Lệ Cơ thả Thái tử Đan về nước. Doanh Chính không chút nghi ngờ, song Hàn Thân minh oan Lệ Cơ và tố cáo Mẫn Đại. Để trả thù, cô hại Lệ Cơ sẩy đứa con thứ hai (cốt nhục của Doanh Chính), bị anh trừng phạt bằng cách đem cô theo đánh trận ở Triệu, chứng kiến cảnh Mẫu quốc lụi tàn. Tại Hàm Đan, cô định ám sát người tình cũ Triệu Thiên, khi này là Triệu U Mục vương. U Mục vương chạy trốn, cô tự vẫn và thiêu rụi trong thành. |
| Mạnh Ngọc Lập  | Cảnh lương nhân (景良人)                           | Cảnh lương nhân (景良人) Phi tần của Doanh Chính, người đầu tiên được sủng và mang thai. Bị Sở phu nhân ép uống thuốc hư thai, cô bất hạnh sẩy thai, được Lệ Cơ ra sức an ủi. Sau, Mẫn phu nhân mua chuộc cung nữ bên Cảnh thị, hạ độc nhiều ngày khiến cô mất mạng. Cái chết của cô khiến Doanh Chính hoài nghi Sở phu nhân. |
| Lý Hạ Bội      | Hàn trưởng sử (韩長使)                             | Hàn trưởng sử (韩長使) Phi tần của Doanh Chính, được Doanh Chính gả cho Hàn Phi. Hàn Phi bị độc chết, Mẫn Đại ép cô vu cáo Sở phu nhân trước Doanh Chính. Biết mình mang thai, sợ Doanh Chính làm khó nên cô xuất cung về Triệu, không ngờ bị Mẫn Đại giết dã man để diệt khẩu. |
| Tô Hựu Thần    | Doanh Thành Kiểu (嬴成蟜)                          | Công tử nước Tần, con trai Tần Trang Tương vương, em cùng cha khác mẹ của Doanh Chính, được phong tước Trường An Quân. Huynh đệ tình thâm với Doanh Chính. Sau, biết Doanh Chính không phải cốt nhục của Tiên vương, anh bị Triệu Gia giật dây làm phản. Doanh Chính phế tước Trường An Quân và lưu đày. Lệ Cơ sai Hàn Thân tìm tung tích Thành Kiểu, đem bức thư lẫn con trai anh vào cung gặp Doanh Chính, cả 2 hoá giải hiểu lầm. Doanh Chính công nhận con Thành Kiểu là tôn thất Đại Tần, được bái lễ tổ tiên. |
| Không rõ       | Doanh Phù Tô (嬴扶苏)                              | Công tử nước tần, con trai cả của Doanh Chính. Mẹ là Trịnh phu nhân, qua đời khi Phù Tô còn nhỏ nên cậu được Sở phu nhân nuôi dưỡng. Phù Tô hiền lành nhút nhát, Doanh Chính định phong Thiên Minh làm Thái tử, đến khi cả hai khôn lớn thì phế truất Thiên Minh, trả ngôi lại cho Phù Tô. Kế hoạch này bị Lệ Cơ nghe được nên rất đau khổ. |
| Doãn Hạo Quyền | Doanh Thiên Minh (嬴天明) Kinh Thiên Minh (荊天明) | Công tử nước tần, con trai thứ hai của Doanh Chính (thực tế là cốt nhục của Kinh Kha). Mẹ là Lệ Cơ, sủng phi của Doanh Chính. Doanh Chính rất thương Thiên Minh, thường xuyên dạy đọc sách, cưỡi ngựa... Tuy nhiên, anh mặc cảm cha ruột cậu là Kinh Kha - người Lệ Cơ từng yêu, nên tính kế phong cậu làm Thái tử trói buộc Lệ Cơ, vài năm sau phế truất để sách phong Phù Tô thay thế. Lệ Cơ nghe được, biết nỗi hận của Doanh Chính đối với Kinh Kha còn rất lớn. Cô nhờ Hàn Thân đưa con trốn khỏi cung. Trước khi đi, cô bắt cậu phải nhớ: "cha con tên là Kinh Kha". Kinh Kha chết, cậu trở thành mục tiêu bị Doanh Chính truy đuổi. |

### Nhân vật khác
| Diễn viên        | Nhân vật             | Giới thiệu |
| Lưu Hào Thần     | Lao Ái (嫪毐)        | Thái giám và người tình của Triệu Cơ sau khi bà trở thành Thái hậu. Lã Bất Vi mang Lao Ái vào cung nhưng không thiến để tiện "hầu hạ" Triệu Cơ. Trường An Quân tạo phản, Lao Ái có công bình định, được Doanh Chính phong làm Trường Tín hầu, ban thực ấp ở Sơn Dương. Triệu Cơ cùng Lao Ái chuyển đến đất Ung và bí mật có với nhau 2 con trai. Lao Ái ảo tưởng sau khi Doanh Chính chết, con mình được làm vua. Về sau, Doanh Chính phát hiện mối quan hệ của mẹ, cộng thêm Lao Ái dùng lệnh bài Thái hậu điều quân đến gây chiến nước Vệ, mưu đồ tạo phản. Lao Ái cùng 2 người con bị xử tử. |
| Triệu Cố         | Triệu Cao (赵高)     | Thái giám thân cận của Doanh Chính, được anh tin tưởng nên nắm quyền hành lớn. Luôn bợ đỡ hậu phi, tỏ ra trung thành với Sở phu nhân, sau lưng cấu kết Mẫn Đại để cùng thay đổi cục diện nước Triệu. |
| Dương Đồng       | Lý Trọng (李重)      | Tướng quân trung thành của Doanh Chính, được anh tin tưởng và tâm sự nhiều nhất, kể cả việc Thiên Minh là con trai của Lệ Cơ và Kinh Kha. Luôn đồng hành cùng Doanh Chính trong các trận chiến. Hi sinh trong công cuộc ám sát của Kinh Kha. |
| Triệu Đình Lương | Lý Tư (李斯)         | Thừa tướng nước Tần, sau khi nắm quyền thì tỏ ra tư lợi, hiểm ác. Liên kết với Mẫn phu nhân, đưa thuốc độc để Hàn Phi tự sát trong ngục, mục đích phá hoại quan hệ Hàn-Tần. |
| Không rõ         | Hàn Phi (韩非)       | Công tử nước Hàn, sang Tần để tìm đường cứu quốc, được Doanh Chính mến mộ, ban phi tần là Hàn trưởng sử làm vợ. Anh dâng bài thơ Tồn Hàn cho Doanh Chính, mục đích thuyết phục Doanh Chính thôi đánh Hàn. Lý Tư gièm pha Hàn Phi trước mặt Doanh Chính, khiến anh bị giam ngục. Sau đó, Lý Tư sai người đưa thuốc độc để Hàn Phi tự sát. Anh ra đi trước mặt Lệ Cơ và Doanh Chính. |
| Bạch Nhất Tường  | Yên Đan (燕丹)       | Thái tử nước Yên. Hồi nhỏ làm con tin ở Triệu, chơi thân với Doanh Chính. Sau khi Doanh Chính đăng cơ, anh tiếp tục sang Tần làm con tin. Doanh Chính xem anh là bạn, do dự muốn trả về Yên. Lệ Cơ muốn thành toàn cho Doanh Chính nên bày kế giúp anh bỏ trốn. Nhận thấy nước Tần là một mối nguy hiểm, Yên Đan phái Kinh Kha hành thích Doanh Chính nhằm ngăn chặn công cuộc thống nhất lục quốc. |
| Tưởng Nghị       | Cao Tiệm Ly (高漸離) | Người nước Yên. Là nghệ sĩ gảy đàn trúc, sau trở thành bằng hữu của Kinh Kha. |
| Tôn Khán         | Triệu Gia (趙嘉)     | Phế thái tử, sau trở thành vị vua thứ 11, cũng là vua cuối cùng của nước Triệu. Con trưởng của Triệu Điệu Tương vương, được phong Thái tử. Sau thất sủng vì Điệu Tương vương sủng ái mẹ của Triệu Thiên. Triệu Gia bị phế, Triệu Thiên được phong Thái tử, về sau kế vị, tức Triệu U Mục vương. Triệu Gia không cam tâm nên cấu kết Mẫn Đại phá hoại Tần, mục đích dành ngôi vị từ tay U Mục vương. Năm 228 TCN, Triệu liên tiếp bị quân Tần đánh chiếm, U Mục vương đầu hàng. Triệu Gia đăng cơ, cố gắng chống Tần một thời gian, song bại trận nên tự tử.                                     |

## Nhạc phim
| Bài hát                       | Sáng tác                                                                | Trình bày                                      | Thông tin thêm |
| ----------------------------- | ----------------------------------------------------------------------- | ---------------------------------------------- | -------------- |
| Sống chết bên nhau (生死相随) | Nhạc: Thôi Tử Cách (崔子格) Lời: Thôi Thư (崔恕)                        | Thôi Tử Cách (崔子格) và Dương Bồi An (楊培安) | [ 1 ]          |
| Tình Chưa Trọn (情未央)       | Nhạc: Lỗ Sĩ Lang (魯士郎) Lời: Từ Vĩ Nồng (徐瑋濃)                      | Thôi Tử Cách (崔子格)                          | [ 2 ]          |
| Đã Định (注定)                | Nhạc: Chu Kinh Vĩ (周经纬) Lời: Lưu Hi Khê (刘稀溪)                     | Thường Tư Tư (常思思)                          | [ 3 ]          |
| Bách Hoa Tàn (百花残)         | Nhạc: Thôi Tử Cách (崔子格), Trần Thi Mục (陳詩牧) Lời: Thôi Thư (崔恕) | Thôi Tử Cách (崔子格)                          | [ 4 ]          |